# Gungartan
Le Gungartan (2 068 mètres) est une montagne dans la partie des Alpes australiennes en Nouvelle-Galles du Sud. Situé dans le parc national du Kosciuszko, il attire de nombreux marcheurs en été qui viennent admirer la région de son sommet. L'ascension en est assez aisée sauf dans la partie toute supérieure du sommet.
En hiver, il est généralement couvert de neige et offre des possibilités de pratique du ski.